# Ntatubuh
Ntatubuh est un village du Cameroun situé dans l’arrondissement de Bamenda IIIe, dans le département de Mezam et dans la Région du Nord-Ouest.

## Population
Lors du recensement de 2005, on a dénombré 119 habitants dont 51 hommes et 68 femmes.